# Mark R. Cohen
Pour les articles homonymes, voir Cohen.
 (mars 2011).
Si vous disposez d'ouvrages ou d'articles de référence ou si vous connaissez des sites web de qualité traitant du thème abordé ici, merci de compléter l'article en donnant les références utiles à sa vérifiabilité et en les liant à la section « Notes et références ».
Mark R. Cohen, né le 11 mars 1943 est un universitaire américain, professeur en études du Proche-Orient à l'université de Princeton. C'est un éminent spécialiste de l'histoire des Juifs dans le monde musulman au Moyen Âge. Ses recherches reposent en grande partie sur des documents issus de la Guenizah du Caire.
Il mène également le Geniza Project à l'université de Princeton, projet dont l'objectif est la collecte de documents médiévaux indexés dans une base de données accessible via un moteur de recherche (en mars 2007, la base comptait environ 4000 documents). Le projet est mené dans le laboratoire de recherche de l'ethnographe Shelomo Dov Goitein, où une multitude de ses travaux manuscrits sont réunis.
Cohen est diplômé de l'université Brandeis et de l'université Columbia et docteur du Jewish Theological Seminary of America. Il vit actuellement à New York.

## Publications
- Jewish Self-Government in Medieval Islam (1980)
- Under Crescent and Cross: The Jews in the Middle Ages (1994)
- Poverty and Charity in the Jewish community of Medieval Egypt (2005)
- The Voice of the Poor in the Middle Ages: An Anthology of Documents from the Cairo Geniza (2005)

## Sources
- (en) Cet article est partiellement ou en totalité issu de l’article de Wikipédia en anglais intitulé « Mark R. Cohen » (voir la liste des auteurs).